# Vương tôn Louis xứ Wales
Vương tôn Louis xứ Wales (Louis Arthur Charles); sinh vào ngày 23 tháng 4 năm 2018) là con nhỏ nhất và cũng là con trai út của William, Thân vương xứ Wales và Catherine, Vương phi xứ Wales. Vương tôn Louis cũng là cháu nội thứ ba của Quốc vương Charles III và Diana, Vương phi xứ Wales. Vương tôn Louis là người xếp thứ 4 trong danh sách thứ tự kế vị ngai vàng của 16 quốc gia độc lập Khối Thịnh vượng chung, sau cha, anh trai và chị gái mình.

## Thông tin về sự ra đời
Ngày 4 Tháng 9 năm 2017, Cung điện Kensington thông báo rằng Công tước phu nhân xứ Cambridge đã mang thai đứa con thứ ba của cô và Vương tử William, Công tước xứ Cambridge.
Công tước phu nhân đã được đưa vào Bệnh viện St. Mary, London vào sáng sớm ngày 23 Tháng 4 năm 2018. Thông báo nói rằng Công tước phu nhân đã hạ sinh một bé trai lúc 11 giờ 01 phút (10:01 UTC) vào ngày 23 tháng 4, và em bé nặng 8 lb 7 oz (3,8 kg). Công tước xứ Cambridge đã ở bên cạnh vợ khi cô sinh con.

## Tước hiệu
- 23 tháng 4 năm 2018 - 8 tháng 9 năm 2022: His Royal Highness Vương tằng tôn Louis xứ Cambridge Điện hạ
- 8 tháng 9 năm 2022 - 9 tháng 9 năm 2022: His Royal Highness Prince Louis of Cornwall and Cambridge (Vương tôn Louis xứ Cornwall và Cambridge Điện hạ)
- 9 tháng 9 năm 2022 - nay: His Royal Highness Prince Louis of Wales (Vương tôn Louis xứ Wales Điện hạ)